# Голењов
Голењов (пољ. Goleniów) је град у Пољској у Војводству Западно Поморје у Повјату голењовском. Према попису становништва из 2011. у граду је живело 22.869 становника.
.

## Становништво
Према прелиминарним подацима са пописа, у граду је 2011. живело 22.869 становника.
| 2002.  | 2011.  | 2012.  |
| ------ | ------ | ------ |
| 22.421 | 22.869 | 22.846 |

## Партнерски градови
- Грајфсвалд
- Берген ауф Риген
- Гурјевск (Калињинградска област)
- Мелн
- Opmeer
- Пижице
- Сведала